# Strimmig myrtrast
Strimmig myrtrast (Chamaeza nobilis) är en fågel i familjen myrtrastar inom ordningen tättingar.

## Utseende och läte
Strimmig myrtrast är en knubbig tätting i brunt och vitt. Ovansidan är brun, undersidan vit med kraftig brun streckn ing. Ansiktsmönstret är pregnant med vitt ögonbrynsstreck och mörkbrunt mustaschstreck. Sången är distinkt, en lång serie låga hoanden som ökar i hastighet från en ton i sekunden till tio noter per sekund under cirka åtta sekunder. Ibland kan en serie långsamma stigande hoanden höras i slutet av sången.

## Utbredning och systematik
Strimmig myrtrast delas in i tre underarter med följande utbredningar:
- Chamaeza nobilis nobilis – förekommer i östra Peru, nordvästra Bolivia och västra Amazonområdet i Brasilien
- Chamaeza nobilis rubida – förekommer från sydöstra Colombia till östra Ecuador, nordöstra Peru och angränsande västra Brasilien
- Chamaeza nobilis fulvipectus – förekommer i norra och centrala Amazonområdet i Brasilien (vänstra stranden av Tapajós nära Santarém, Pará)

## Levnadssätt
Strimmig myrtrast hittas i låglänt högvuxen regnskog. Där födosöker den på marken. Den är vanligtvis mycket tystlåten under torrsäsongen, men börjar sjunga mer frekvent när regnsäsongen inleds.

## Status och hot
Arten har ett stort utbredningsområde, men tros minska i antal, dock inte tillräckligt kraftigt för att den ska betraktas som hotad. Internationella naturvårdsunionen IUCN listar arten som livskraftig (LC).